# تاج الدين محمد بدرالدين
سيد محمد بابا تاج الدين المعروف تاج الدين بابا (27 يناير 1861 - 17 أغسطس 1925) كان ولي صوفى مسلم هندي (قطب). عاش في ناجبور، الهند.

## ولادته
ولد تاج الدين بابا عام 1268 هـ أو 1846 م. وقد أكد تاج الدين هذا التاريخ بنفسه. ينتمي لسلالة الإمام الحسن الإمام الحسين أحفاد رسول الله، وكان سليلًا من الجيل العاشر لبهاء الدين نقشبند البخاري مؤسّس أمر الصوفية النقشبندية ومن الجيل الثاني والعشرين من الإمام الحادي عشر الحسن العسكري.   هاجر أجداد تاج الدين من مكة واستقروا في مدراس، الهند وكانوا في الغالب يعملون مع الجيش. ولد في كامبيتي، ناجبور. توفي والده عندما كانت والدته ما تزال حاملاً به. كان اسم والده سيدنا مولانا بدر الدين. خسر بابا أمه «مخدومة محترمة سيدة عمّة مريم بيبي صهيبة» عندما كان طفلاً. جده لأمه هو الشيخ ميران الميجور الذي اعتنى بتاج الدين بعد وفاة والدته.

## النشأة
تيتّم تاج الدين كطفل في سن مبكرة فربّته جدته وعمه عبد الرحمن. حضر مدرسة في كامثي، ناجبور  حيث التقى عبد الله شاه قادري الذي بادر إلى إرشاده إلى المسار الروحي.
قال مولانا سيد عبد الله شاه صاحب الذي كان قديس مجّذوب تابع للصوفية القادرية لمعلمه عن تاج الدين «لا يحتاج هذا الفتى للتدريس، فهو بالفعل شخص متعلم». كما منح الشاب تاج الدين بعض الفواكه المجففة والمكسرات كبركة، والتي يقال إنها وضعت الصبي في حالة تشبه الروح الغيبية. أكمل بابا تعليمه ودرس الأردية والإنجليزية والعربية والفارسية.

## خلفائه
كان لتاج الدين عدة خلفاء، وكان خليفته الأخير مولانا عبد الكريم الذي أطلق عليه بابا تاج الدين «يوسف شاه» ودعاه ابنه وولده. دُفن جثمان يوسف شاه في موشح دارجا في كراتشي في باكستان. وقبل وفاته بوقت طويل، كان قد عيّن أحد تلاميذه الصغار، كونوار أصغر علي خان، كخليفة له. وأصبح كونوار أصغر علي خان معروفاً باسم «البيلاي شاه اليوسفي»، وكان زاهين شاه بابا هو القائم بأعمال رعاية ضريح يوسف شاه بابا (ساججاده ناشن). ومن خلفه كان عبد الصمد شاه الذي دُفن في بيكيبور، أوتار براديش.

## الأسماء والألقاب
وفقا للكاتب بهو كالتشوري، ولد بدرالدين باسم تاج الدين محمد بدر الدين.  يقول تاج الدين إن اسمه الحقيقي سيد محمد تاج الدين وهو معروف أيضاً باسم شيراغ دين (نور الدين). وهو معروف أيضا باسم بابا تاج الدين من ناجبور، وسيّد محمد تاج الدين، وسيد محمد بابا تاج الدين عليا.
بعض الألقاب الأخرى المرتبطة ببابا تاج الدين هي:
- تاجول عليا
- تاجول ملتي والدين
- شاهنشا-أيا حافظتيليم
- بايامباري الزهراء

## روابط خارجية
- الموقع الرسمي
- التاجي الصوفي من الهزارات بابا تاج الدين علياء
- حضرت تاج الدين بابا
- «حياة وتعاليم حضرت تاج الدين بابا» نسخة محفوظة 18 فبراير 2019 على موقع واي باك مشين.